# Barnowiec (Kołczygłowy)
Barnowiec (deutsch Reinfeld, auch: Reinfeld B) ist ein Dorf in der polnischen Woiwodschaft Pommern. Es gehört zur Gmina Kołczygłowy (Alt Kolziglow) im Powiat Bytowski (Kreis Bütow).

## Geographische Lage
Barnowiec liegt zwei Kilometer südwestlich von Kołczygłowy (Alt Kolziglow) an einer Nebenstraße, die von Kołczygłowy (an der Woiwodschaftsstraße 209 Warszkowo (Alt Warschow) – Bytów (Bütow)) über Łubno (Lubben) nach Kramarzyny (Kremerbruch, an der Landesstraße 20 Stargard (Stargard in Pommern) – Gdynia (Gdingen)) führt.
Die heutige Kreisstadt Bytów (Bütow) ist in südöstlicher Richtung in zwanzig Kilometern erreichbar, die vormalige Kreisstadt Miastko (Rummelsburg in Pommern) liegt in südwestlicher Richtung und ist 37 Kilometer entfernt.
Eine direkte Bahnanbindung besteht nicht. Die nächste Bahnstation befand sich in Kołczygłówki (Neu Kolziglow) an der Staatsbahnstrecke 212 (Lipusz (Lippusch) – Bytów – Korzybie (Zollbrück)).

## Geschichte
Reinfeld wird in einem Lehnsbrief der von Puttkamer im Jahre 1527 erstmals erwähnt, obschon der Name des Dorfes als Gründung in der Spätkolonialzeit kennzeichnet. Es handelt sich hier um Barnower Besitz, weshalb es auch als Reinfeld B (d. h. bei Barnow (heute polnisch: Barnowo) gelegen) im Unterschied zu Reinfeld R (bei Rummelsburg gelegen, später auch Reinfeld-Hammer, polnisch: Słosinko) bezeichnet wird, denn beide Reinfeld-Orte gehörten vor 1945 zum gleichen Landkreis Rummelsburg i. Pom. Die polnische Namensform greift die Beziehung zu Barnow ebenfalls auf.
Reinfeld besaß schon früher einen Freischulzenhof, was den durchaus deutschen Charakter des Dorfes bescheinigt. Im Dreißigjährigen Krieg und durch das Bauernlegen wurde das reine Bauerndorf zerstört. 1685 sind nur noch sechs Bauern vorhanden. 1719 sind es wieder acht, und diese Zahl blieb das ganze 18. Jahrhundert hindurch. Der Regulierungsprozess wurde am 17. Oktober 1823 bestätigt.
Lange blieb Reinfeld in Verbindung zu Barnow (Barnowo). 1699 kauft Henning Brand von Puttkamer mit Barnow auch Anteile von Reinfeld. Im Jahre 1798 schließlich kaufte Jakob Georg von Puttkamer ganz Reinfeld und überließ 1819 das Gut seinem Sohn. Dieser verkaufte es 1839 an Luitgard von Puttkamer geborene von Glasenapp, und 1866 erbte es deren einzige Tochter Johanna von Puttkamer, die mit dem preußischen Ministerpräsidenten Otto von Bismarck verheiratet war, der 1867 das benachbarte Varzin hinzukaufte. Von ihm wiederum erbte es der Fürstensohn Herbert von Bismarck auf Friedrichsruh und gab es weit nach 1890 an Gottfried Graf von Bismarck-Schönhausen weiter. Er war bis 1945 der letzte Besitzer von Reinfeld (B), 1137 ha groß und verwaltet von Kurt Löffler.
Im Jahre 1812 gab es in Reinfeld 133 Einwohner. Ihre Zahl stieg bis 1871 auf 308 und betrug 1925 bereits 330.
Vor 1945 gehörte das Dorf zum Landkreis Rummelsburg i. Pom. im Regierungsbezirk Köslin der preußischen Provinz Pommern. Seit 1945 heißt es Barnowiec und ist heute Teil der Landgemeinde Kołczygłowy im Powiat Bytowski der Woiwodschaft Pommern. Barnowice zählt heute 234 Einwohner.

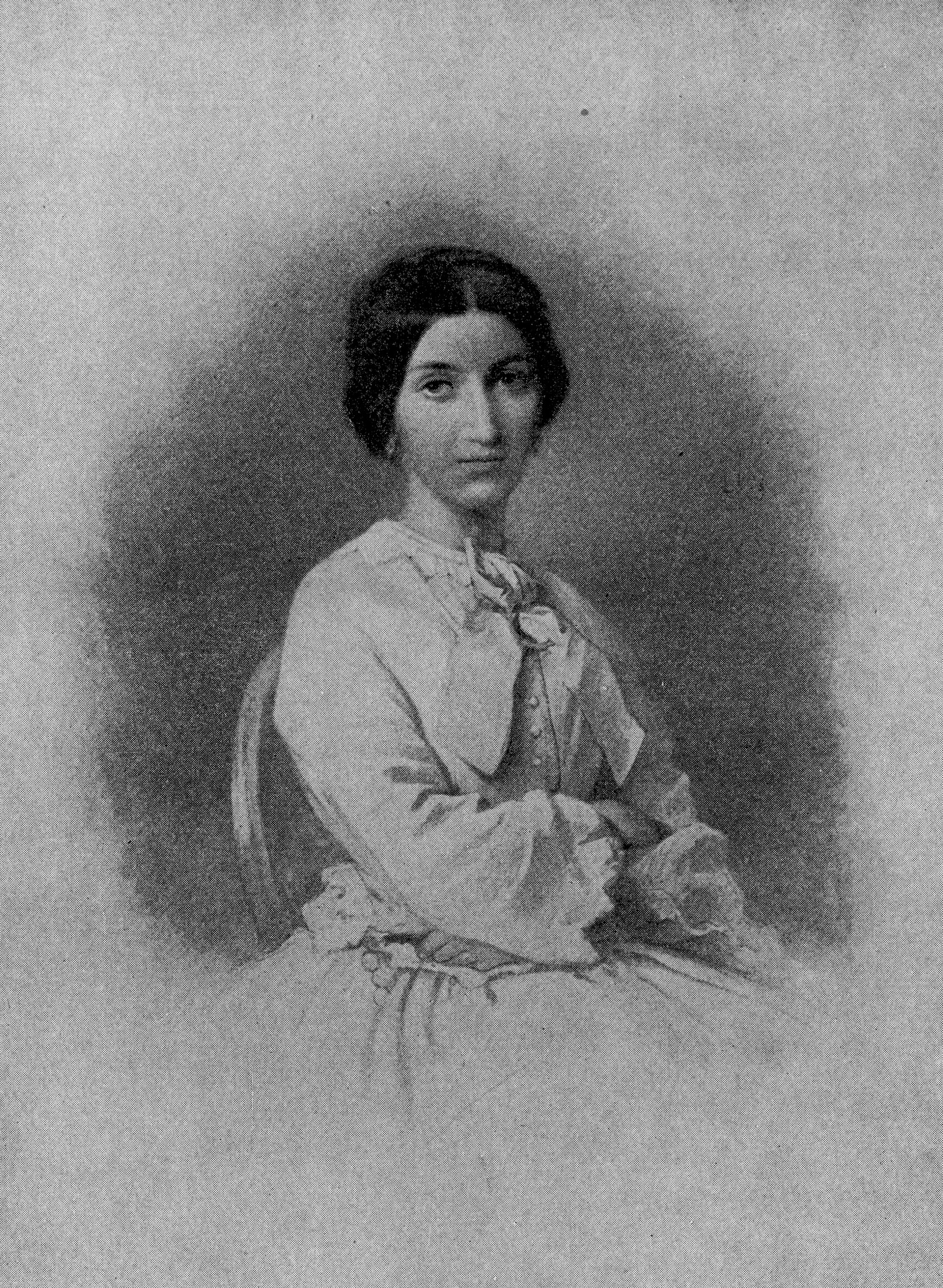
Johanna von Puttkamer in den 1840er Jahren

## Bauwerke

### Kirche
Reinfeld mit seiner vor 1945 überwiegend evangelischer Bevölkerung gehörte mit Barnow (heute polnisch: Barnowo), Neu Kolziglow (Kołczygłowki), Reddies (Radusz) und Versin (Wierszyno) zum Kirchspiel Alt Kolziglow, in das auch die Filialgemeinde Lubben (Łubno) mit ihrerseits 13 Ortschaften eingepfarrt war. Das Kirchspiel, dessen Pfarrort einst selber Sitz eines Kirchenkreises war, gehörte zum Kirchenkreis Bütow (Bytów) im Ostsprengel der Kirchenprovinz Pommern der Kirche der Altpreußischen Union.
Im Jahre 1940 wurden 3.685 Gemeindeglieder im Kirchspiel registriert. Das Kirchenpatronat hatten die Rittergutsbesitzer der Kirchspielorte inne, darunter für Reinfeld Gottfried Graf von Bismarck-Schönhausen. Letzter deutscher Geistlicher war Pfarrer Wolfgang Dibelius.
Heute gehören die in Barnowiec lebenden evangelischen Kirchenglieder zum Kirchspiel Słupsk (Stolp) in der Diözese Pommern-Großpolen der Evangelisch-Augsburgischen Kirche in Polen.
Seit 1945 leben überwiegend katholische Einwohner in Barnowiec. Das Dorf gehört zur Pfarrei Chrystusa Króla (Christkönig) in Kołczygłowy (Alt Kolziglow) im  Dekanat Bytów (Bütow) im Bistum Pelplin der Katholischen Kirche in Polen.

### Schule
Die Einsetzung eines Schulmeisters um 1780 verhinderte der Gutsherr. 1813 zählt die Schule einen Lehrer und fünfzehn Kinder, 1937 sind es ein Lehrer und 47 Kinder.

## Persönlichkeit des Ortes
- Johanna von Puttkamer (* 11. April 1824 auf Gut Reinfeld; † 27. November 1894 in Varzin), Ehefrau Otto von Bismarcks.